# سوزي جلبي البريزريني
سوزي جلبي البريزريني (تُوفي عام 1524) كان شاعرًا ومؤرخًا عثمانيًا. اشتهر بقصيدته الملحمية غازافاتنامه ميخالوغلو التي تروي فتوحات العثمانيين في البلقان في القرن الخامس عشر، ومعارك ومجد القائد العسكري علي بك ميخالوغلو [الإنجليزية]، وهي واحدة من أشهر الأعمال الشعرية في القرن الخامس عشر بشكل عام.

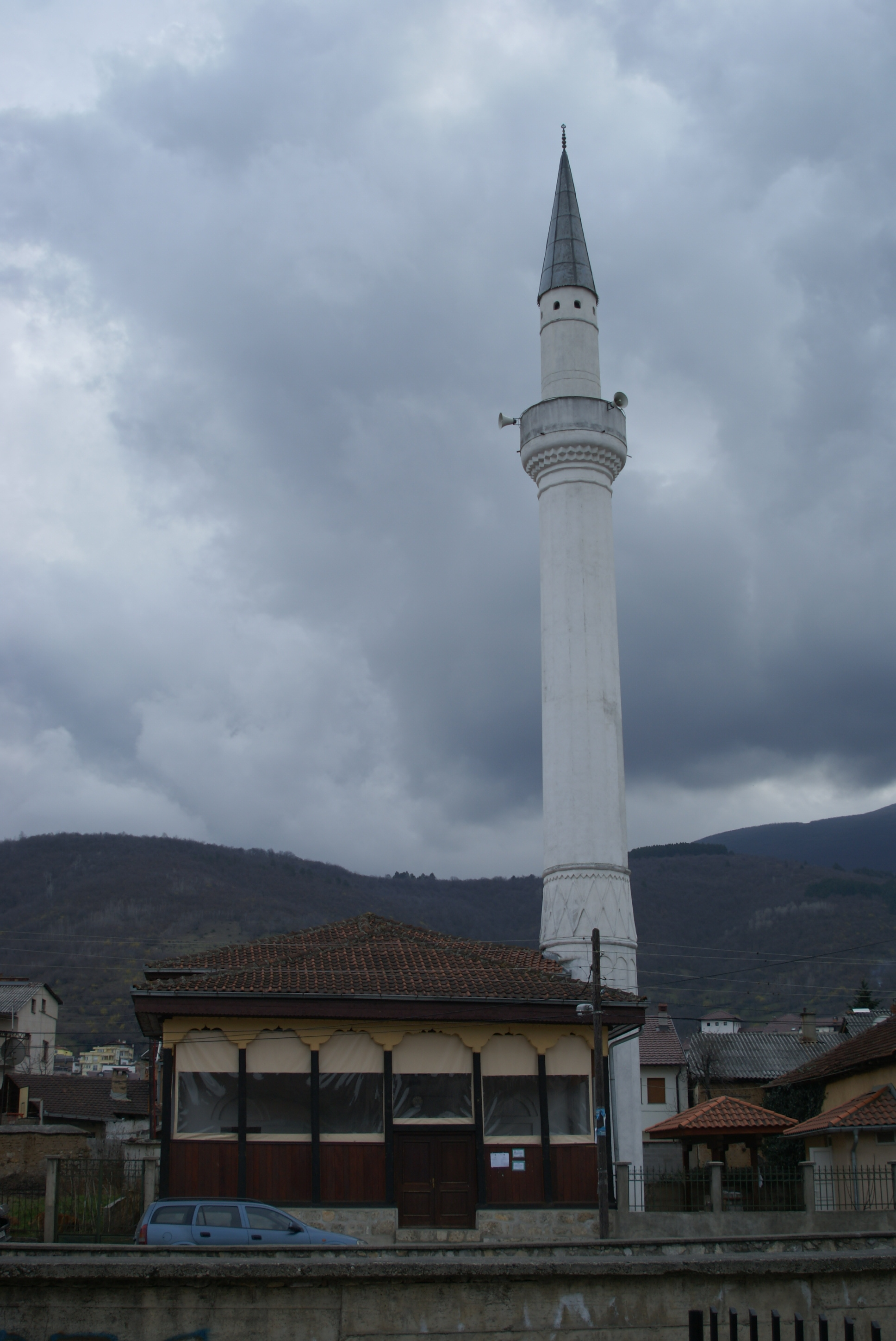
بُني مسجد سوزي جلبي في عام 1523.

ما هو معروف من حياته المبكرة، إلى جانب مكان ميلاده في بريزرين (كوسوفو اليوم)، هو أنه ولد بين عامي 1455 و1465. اسمه الحقيقي محمد أفندي بن محمود بن عبد الله. سوزي هو اسم مستعار يعني "المشتعل". ومن الأسماء الأخرى التي يشار إليه بها هي سوزي رومي، سوزي بورزريني، مولانا سوزي، سوزي جلبي، أفندي، بابا. أسس وقفًا في بريزرين. وعاش أيضًا جزءًا من حياته في بلغراد. يشير الاسم البديل نقشبندي سوزي إلى أنه ينتمي إلى الطريقة النقشبندية الصوفية.
عمل سوزي جلبي كاتب للقائد العسكري العثماني والمستغل غازي علي ميخال أوغلو، وكانت شاهدة على العديد من الحملات والمعارك. عند عودته إلى بريزرين، كتب ملحمة "غازافاتنام ميخالوغلو" ، وهي قصيدة ملحمية تتألف من حوالي 15000 بيت، نجا منها 2000 بيت محفوظة في مكتبة برلين وفي "المجموعة الشرقية" التابعة للأكاديمية اليوغوسلافية السابقة للعلوم والفنون [الإنجليزية] في زغرب، إلى جانب وثيقة " فاكوفناما" (وثيقة الوقف الدائم)، وهي وثيقة بحجم 50 × 30 من القرن السادس عشر. على الرغم من أن قصيدته كانت تهدف إلى أن تكون سجلاً عسكريًا ملحميًا، إلا أن الشاعر أضفى عليها لغة مزخرفة لجعلها جذابة مثل القصيدة الغنائية.
توفيت سوزي جلبي في بريزرين ودُفنت في مسجد سوزي جلبي [الإنجليزية] الصغير في وسط بريزرين، على الجانب الأيسر من نهر بيستريكا [الإنجليزية]. تم بناؤه في عام 1513 وهو الأقدم في المدينة. يحيط بالقبر جدار صغير مُوقع بسنة الوفاة عليه.
تم تسمية أحد الشوارع في بريزرين باسمه.

## طالع أيضًا
- عاشق جلبي
- دوكاجينزاده يحيى بك